# Valentín González
Pour les articles homonymes, voir González.
 (décembre 2009).
Si vous disposez d'ouvrages ou d'articles de référence ou si vous connaissez des sites web de qualité traitant du thème abordé ici, merci de compléter l'article en donnant les références utiles à sa vérifiabilité et en les liant à la section « Notes et références ».
Valentín González, dit « El Campesino », est un militaire républicain espagnol né le 4 novembre 1904 à Malcocinado, de la province de Badajoz (Estrémadure) et mort le 20 octobre 1983 à Madrid. Son courage, ses prises de position et son engagement sans concession, mais également sa brutalité et son manque de souplesse en ont fait à la fois un héros et un anti-héros.

## Biographie

### Jeunesse et premiers engagements (1904-1936)
Valentín González naît en Estrémadure, l'une des régions les plus pauvres et les plus déshéritées de l'Espagne au début du XXe siècle. Fils d’un journalier, anarchiste de la CNT, il ne va que peu à l'école. La figure d'un héros espagnol de la guerre d'indépendance, El Empecinado, qui avait résisté aux troupes napoléoniennes, le marque cependant.
Il exerce durant sa jeunesse divers métiers, tels que journalier ou muletier, ou encore mineur, en particulier dans les mines de Peñarroya, dans la province de Cordoue. Il affronte plusieurs fois les représentants de l'ordre, en particulier la garde civile. Il gagne son surnom de Campesino après son premier attentat à la bombe — il n'est âgé que de seize ans — contre le poste de police de Peñarroya, qui cause la mort de quatre gardes civils. À la suite de cet attentat, il est forcé de se cacher dans les montagnes. Mais, avec son camarade, El Virulente, il est finalement attrapé, emprisonné et torturé. S'il parvient finalement à survivre, son compagnon, lui, meurt dans la prison de Fuente Obejuna.
Il atteint sa majorité alors qu'a éclaté la guerre du Rif. Il est incorporé dans la marine, mais après un accident de bateau dans le port de Larache il rejoint la légion espagnole. Ce passage dans la légion est pour lui une excellente école de formation à la guerre et à la guérilla. Il joue en fait un double jeu et fournit les hommes d'Abd-el Krim en armes. Quand son jeu est finalement découvert, il rejoint les insurgés du Rif. Capturé, il est à nouveau emprisonné, mais bénéficie à la fin de la guerre en 1926 d'une amnistie et il est libéré.
Revenu en Espagne, il sillonne en 1929 les villages d'Andalousie, de Castille et d'Estrémadure, afin de mobiliser les populations. Il adhère alors au Parti communiste d'Espagne et en devient un relais. Il recrute également des hommes et forme une milice populaire, qu'il forme à la manipulation des armes et au combat.

### Guerre d'Espagne (1936-1939)

#### L'homme de tous les combats
Dès le début de la guerre d'Espagne, il combat à la tête d'une unité d'élite, le fameux Cinquième régiment (Quinto Regimiento) des milices populaires. Il est envoyé contre les rebelles de la caserne de la Montaña, à Madrid. Il est ensuite chargé, avec son unité, de nettoyer quatre villages autour de Madrid ainsi que l'aéroport de Madrid-Cuatro Vientos (en). On le voit aussi combattre à Somosierra, dans la province de Madrid. Durant le siège de Madrid, il est chargé du secteur de la Cité universitaire, un des plus dangereux et des plus stratégiques. Après la conquête de Villavieja, il est élevé au rang d'officier, honneur qu'il refuse. Il est cependant promu et dirige la 10e brigade mixte de la 46e division de l'Armée populaire de la République espagnole.
Il participe ensuite à la plupart des combats les plus importants de la guerre. On le retrouve aux batailles du Jarama, Brunete, Guadalajara ou encore Belchite. Il y est blessé, mais malgré de graves blessures, il retourne au combat. À 27 ans, il est élevé à un rang militaire plus élevé.
Dans son unité passent des hommes tels qu'André Marty, un communiste « inspecteur général » des brigades internationales, Luigi Longo, antifasciste italien, Josip Broz, plus connu quelques années plus tard sous le nom de « Tito », André Malraux, fondateur de l'escadrille España, le Soviétique Rodion Malinovski, futur maréchal de l'Armée rouge, ou encore Ivan Koniev et Constantin Rokossovski.

#### Héros ou bourreau?
Au fur et à mesure des combats, sa popularité croît sensiblement et son nom s'entoure de légendes diverses et souvent non vérifiées. La plus célèbre est celle de sa barbe : avec son ami le colonel Francisco Galan il aurait juré de ne pas se raser avant d'être entré dans la ville de Burgos, considérée comme la capitale du camp nationaliste. Souhaitant en fin de compte faire de même[pas clair], El Campesino aurait été convoqué au bureau politique du Parti communiste espagnol, où on lui aurait interdit de se raser : « Cette barbe ne t’appartient pas ; elle appartient au peuple espagnol, à la révolution et à l’Internationale communiste. Tu dois la garder par discipline », aurait ajouté un délégué soviétique.
Plus tard, lors d'une parade à Madrid, ses hommes n'ayant pas suffisamment d'armes, il les fait défiler avec de fausses armes peintes en couleur acier. Enfin, quand l'or d'Espagne est transporté en URSS, il fait camoufler les 30 voitures blindées, chargées de 7 600 boîtes maquillées en boîtes de dynamite.
Il s'associe et se lie d'amitié avec des personnalités hautes en couleur, comme l'anarchiste Buenaventura Durruti. La vie de ce combattant, blessé onze fois au combat et passé diverses fois pour mort, est aussi pleine de souffrances personnelles. Séparé de sa femme et de ses trois fils, qu’il croit morts, il perd aussi son père, sa sœur et son frère, tous assassinés par les franquistes. Son père, chef d'un groupe de miliciens en Estrémadure, est capturé avec la sœur d'El Campesino dès les premières semaines de la guerre civile : ils sont tous les deux pendus. Quant à son frère cadet, il est fusillé dans les derniers mois de la guerre.
Cependant, son comportement reste controversé, car il est connu pour sa brutalité envers les détenus et les prisonniers. Il fait fusiller 400 prisonniers marocains en représailles à une sévère défaite subie par les brigades internationales. Manuel Azaña, en se référant à ce fait, s'exclame : « Si c’est la nouvelle Espagne, je préfère la vieille ». Il organise aussi une véritable chasse aux religieux, l’assassinat de catholiques et l'incendie d’églises.
Il entretient également des rapports houleux avec plusieurs de ses collègues, en particulier les généraux Enrique Líster et Juan Modesto. Sa personnalité rebelle et individualiste le porte à de constants conflits avec ses supérieurs et les dirigeants du Parti communiste.

#### Les derniers mois de la guerre
Lors de la bataille de Teruel, il s'empare de la ville avec sa 46e division. Mais l'espoir d'une grande victoire républicaine s'efface rapidement. Après avoir largement avancé, les assiégeants doivent reculer. Les pertes sont très importantes : sur les 900 hommes de la 101e brigade, qui combat au centre du dispositif républicain, seuls 82 reviennent indemnes, les autres étant blessés ou morts. Alors qu'on lui donne l'ordre de se retirer, il souhaite défendre sa position à outrance. Son unité est alors abandonnée, mais il résiste encore durant cinq jours. Il ne doit finalement son salut qu'à la fuite en pleine nuit, tandis que la rumeur de sa mort se répand. El Campesino tient alors en extrêmement piètre estime les généraux communistes Líster et Modesto, qui en retour le mettent en accusation.
Il prend ensuite part, avec le rang de lieutenant supérieur de la 46e division, aux combats de la bataille de l'Ebre. Ses soldats sont des premiers à traverser le fleuve. Il est blessé par une bombe, et les unités doivent une fois de plus reculer, face aux assauts des troupes franquistes, supérieures en équipement. El Campesino est alors remplacé par Líster à la tête de la division.
Après la chute de la Catalogne, Juan Negrín, Enrique Líster, Dolores Ibárruri et Juan Modesto fuient vers la France. El Campesino retourne à Madrid, afin de poursuivre le combat. Il est surpris par le coup d'État de Casado. Avec plusieurs proches, il fuit vers le port d'Almuñécar, dans la province de Grenade. Capturé par les nationalistes, il arrive à s'échapper et gagne l'Algérie.

### Les années d'exil (1939-1977)

#### En URSS
Depuis Oran, El Campesino gagne Marseille, puis Paris. Avec quelque 700 Espagnols, il s'exile ensuite en URSS en prenant le bateau à vapeur Sibir. Il est l'un des plus célèbres émigrés espagnols en URSS — qui étaient environ 6 000 —, et est à ce titre personnellement accueilli par Staline et Béria, et est fêté comme un véritable héros de la guerre. On utilise même son image pour des timbres. Il est reçu à l'académie militaire « M. W. Frounzé », au rang de général, comme Lister, Modesto et Tagüeña ; il est scandalisé de la différence de solde entre son grade et celui d'un simple soldat.
Ainsi son comportement indépendant et son refus de se plier aux ordres du parti finit par irriter ses hôtes soviétiques, et il est arrêté et jeté en prison. Il est condamné à trois ans de camp de prisonniers et à cinq ans de suspension de ses droits civiques. Il se retrouve alors, contraint et forcé, à travailler à la construction du métro de Moscou. Il cherche à s'échapper en profitant de la confusion que provoque, en 1941, l'invasion allemande. Il parvient à gagner l'Iran avec deux camarades espagnols. Il est alors emprisonné par les Anglais, parvient à s'évader, retombe aux mains du NKVD, et est finalement renvoyé en URSS.
Sa nouvelle condamnation l'envoie dans un camp près de Vorkouta, en Sibérie, dans une mine de charbon. Ses deux camarades meurent, mais il tente une nouvelle évasion. Ce n'est donc qu'en 1949, après plusieurs années dans les prisons soviétiques et une évasion rocambolesque, qu'il réussit à atteindre à nouveau la frontière iranienne. Il quitte alors définitivement l'URSS, laissant derrière lui sa deuxième femme et leur enfant.

#### En France
L’année suivante, El Campesino s’établit en France. Il a perdu de son audience, mais il n'en continue pas moins à souhaiter continuer la lutte contre les dictatures. Il aide les maquisards espagnols dans les Pyrénées basques et navarraises qui résistent au régime de Franco. Dans les années 1950, on le retrouve à Cuba, où il rencontre Fidel Castro. En Bolivie, il prend également part à des activités clandestines. Finalement, il revient en France, où il travaille d'abord comme simple paysan. Il participe aussi à diffuser l'information sur la réalité du communisme soviétique en témoignant au procès David Rousset en 1953 pour dénoncer l’univers concentrationnaire soviétique face au PCF. 
En 1961, il reprend la lutte contre le régime de Franco. Le 8 août, avec onze camarades, il attaque un poste de la garde civile, causant la mort et blessant plusieurs policiers. Il s'infiltre ensuite plus de vingt fois en Espagne. Il est cependant arrêté[pas clair]et déporté temporairement sur l’île bretonne de Bréhat, puis il s’établit à Metz. Devenu un adversaire résolu du Parti communiste espagnol, il se résout à soutenir le PSOE, mais son audience est de plus en plus réduite.

### Retour en Espagne (1977-1983)
Après la fin de la dictature franquiste et avec le retour à la démocratie, le vieux républicain retourne en Espagne en 1977, où il retrouve sa première épouse et ses fils encore vivants. Il participe aux élections démocratiques en apportant son soutien au PSOE de Felipe González. Il meurt, après quelques années de paix, le 20 octobre 1983, sans aucun hommage. Il est enterré au cimetière de Carabanchel, dans la banlieue de Madrid.

## Œuvres
- Général Campesino (Valentín González), La vie et la mort en U.R.S.S. (1939-1949), Plon, Paris, 1950 (version en anglais)
- El Campesino (Valentín González), Jusqu'à la mort. Mémoires, avec la collaboration de Maurice Padiou, Albin Michel, Paris, 1978,  (ISBN 2-226-00693-1)